# Garalol
Garalol (ou Garlol, Garaol) est un village de la commune de M'Bagne, dans la région du Brakna au sud de la Mauritanie. Chef-lieu de la commune de Niabina-Garalol, il est situé à 7 kilomètres du fleuve Sénégal et à 3,8 km de Mbotto, à une altitude d'environ 15 m.

## Histoire
Le village a été fondé en 1935 à la suite des inondations de la même année qui ont poussé les populations de Thiodji Ngouly (ou Tiodyi-Goli) à quitter leur village, ancêtre de celui de Garalol[réf. nécessaire]. Depuis février 2010, le village possède une source pérenne en eau fraîche. En juillet 2013, la commune accueille la première édition des  « 72 Heures Culturelles ».

## Administration
Le maire actuel est Aliou Sarr, élu en septembre 2018. Il succède à Baila Dia, du parti de l'Union pour la République (UPR), depuis janvier 2014, en remplacement de Sao Abdoulaye de l'Union pour la Démocratie et le Progrès (UDP).

## Climat
La commune de M'Bagne est dotée d'un climat désertique, de type BWh selon la classification de Köppen. Il n'y pleut pratiquement pas. La température annuelle moyenne est de 29,4 °C.

## Démographie
En 2010, le village comptait environ 3 000 habitants. 

### Diaspora
En 2017 une Association des ressortissants de Garalol en France (ARGF) est créée à Rueil-Malmaison.

## Enseignement
En octobre 2013, le ministère de l'Éducation nationale crée le collège du village, les cours ont commencé au mois de janvier 2014.

## Économie
Les principales activités économiques sont l'agriculture et l'élevage.